# Rio Comanca (Olăneşti)
O Rio Comanca (Olăneşti) é um rio da Romênia, afluente do Olăneşti, localizado no distrito de Bacău.